# Histoire du futsal
L'histoire du futsal rend compte de la naissance et de l'évolution du futsal, un sport collectif né en 1930 en Uruguay.
Le futsal naît en Amérique du Sud, créé par un enseignant au sein des YMCA à Montevideo (Uruguay), Juan Carlos Ceriani. Ce dernier cherche de nouveaux terrains de jeux pour les footballeurs tout en créant un nouveau sport avec ses propres règles plus strictes et moins violent que le football. L'essor rapide de ce sport au Brésil met en doute le lien de sa création. La nouvelle discipline se nomme tout d'abord Futebol de salão (football de salon) en portugais, ou en anglais : Indoor-Foot-Ball (football d'intérieur) pour en assurer son développement. En plus du football pour le jeu au pied, les règles du jeu sont inspirées du basket-ball (pour le nombre de joueurs), du handball (pour le terrain) et du water-polo (pour le rôle de l’arbitre).
En 1971, sept pays fondent la Federação internacional de futebol de salão (FIFUSA). João Havelange en devient le premier président jusqu'à son élection à la tête de la Fédération internationale de football (FIFA) en 1973. Dès son arrivée au sommet du football mondial, Havelange veut intégrer le futsal sous l'égide de la FIFA. Il interdit l'utilisation du terme « football » à la FIFUSA, entraînant la création du mot « futsal », et ordonne à ses associations nationales de placer sous leur tutelle toutes les organisations de futsal. La FIFUSA refuse de fusionner avec la FIFA en 1989. Dès lors, deux disciplines organisées par deux fédérations internationales différentes vive dos à dos.

## Genèse et codifications (années 1930 à 1950)

### Genèse
À la suite des victoires uruguayennes aux Jeux olympiques 1924 et 1928 puis lors de la première Coupe du monde de football, les jeunes locaux sont fervents de football,. Enseignant, directeur des activités sportives et/ou entraîneur, de natation et de water-polo argentin,, ou uruguayen, au sein de l'Asociacion Cristiana de Jovenes (ACJ, une branche sud-américaine des YMCA) à Montevideo en Uruguay, Juan Carlos Ceriani veut profiter de cet engouement pour introduire la pratique du football dans les écoles. Mais, faute de terrain de football suffisants, il développe la pratique sur les aires de basket-ball, présents eux dans la majorité des établissements scolaires et praticables pendant la saison des pluies,.
Appelant son nouveau sport fútbol de salón (football de salon), Juan Carlos Ceriani a pour idée originelle de ne pas simplement jouer au football sur un terrain de quartier, mais bel et bien de créer un nouveau sport avec ses propres règles plus strictes et moins violent, dans l'esprit d'éduquer les jeunes adultes, de les responsabiliser et de les rendre solidaires,. Le premier match se dispute dans la salle des sports du Club Juventud en plein centre de Montevideo, le 8 septembre 1930.
Ceriani a l'idée de remplacer les règles du jeu du football par d'autres issues de différents sports de salle déjà codifiés. Juan Carlos Ceriani Gravier entreprend, de 1930 à septembre 1933 au sein de la YMCA de Montevideo, l'étude et le perfectionnement d'un nouveau sport collectif de balle au pied sous le nom anglais : Indoor-Foot-Ball (« football d'intérieur »),, anglicisme choisi dans le but de développer la discipline à travers le monde. Mais les jeunes étudiants préfèrent lui donner oralement le nom de foot-bola-sala (football-salle).

### Codification
À la demande de James Stewart Summers, un responsable de l’Institut technique de la Fédération sud-américaine du YMCA, Juan-Carlos Ceriani Gravier rédige ses règles du jeu le 9 septembre 1933 puis les envoie à la Division internationale des YMCA à New York, afin d’en permettre une large diffusion. Puis il les distribue à tous les représentants des YMCA sud-américaines, sous le nom d'Indoor-Foot-Ball[réf. nécessaire]. La première version écrite des règles du jeu se compose de onze articles fondamentaux, réunis sur six pages, qui établissent la codification d'un nouveau jeu de balle au pied[réf. nécessaire]. Il s'agit d'une synthèse équilibrée de quatre sports distincts, dont les règles du jeu sont inspirées de trois sports de salle, le basket-ball (pour le nombre de joueurs), le handball (pour le terrain), le water-polo (pour le rôle de l’arbitre),, qui sont déjà bien codifiés à cette époque, tout en conservant la motivation du football : marquer des buts balle au pied.
Les règles du « fútbol de salon » sont rapidement diffusées en Amérique du Sud. Cela à partir de cours dispensés sous l’égide de Ceriani à Montevideo dans le cadre de l’Institut technique de la Fédération sud-américaine des ACJ. Les directeurs issus de tout le continent y étudient puis appliquent leurs travaux pratiques dans leur association respective.  Pour le Brésil, la même association catholique pour la jeunesse, l'Associação Cristã de Moços (Association chrétienne des jeunes hommes) de São Paulo ramène le Fútbol de Salón d'un congrès tenu à Montevideo 1933 où les premières règles édictées par Juan Carlos Ceriani sont distribuées. São Paulo est l'épicentre du développement de ce sport au Brésil. Dès septembre 1936 , un règlement de « Futebol de salão » est publié dans le Magazine technique des Sports et de l’Athlétisme de Sao Paulo. La même année, Roger Grain publie un ensemble standard de règles techniques du « futebol de salão » dans une revue d'éducation physique à Rio de Janeiro.
Tandis que Ceriani met au point sa version, une variante similaire voit le jour dans les rues de São Paulo, au Brésil, joué à pieds nus avec une balle appelée « Bola Pesada » (la balle lourde). Bientôt, ce nouveau jeu est connu dans toute l'Amérique du Sud comme le futbol sala (football en salle) ou futebol de salão au Brésil (football de salon). C'est justement dans ce pays que les premiers championnats locaux voient le jour. Les Brésiliens se prennent de passion pour cette version technique et frénétique du football.
Au début des années 1940, ce sport se diffuse dans la totalité de l’Amérique du Sud, principalement grâce aux YMCA.

### Revue des règles
Habid Maphuz, futur premier président de la Federação Paulista de Futebol de Salão, Luiz Gonzaga de Oliveira Fernandes, actualisent, publient et distribuent les règles du jeu réunissant les deux versions. En 1952, au sein de l'Associação Cristã de Moços (Association chrétienne des jeunes hommes) de São Paulo, Maphuz crée la Liga de Futebol de Salão (Ligue de football de salon) puis un club pour participer au premier champion paulista. Le 28 juillet 1954 à Rio de Janeiro, Maphuz et Gonzaga fondent la première fédération au monde, la Federação Metropolitana de futebol de salão,,, (Fédération métropolitaine de football de salon). Suivent, la même année puis la suivante, les entités des États brésiliens de Minas Gerais et São Paulo.
Les compétitions qui s'organisent dans tout le Brésil nécessitent des règles unifiées. Luiz Gonzaga écrit seul un nouveau livre sur les règles appliquées à São Paulo, considérées comme les premières fiables et leur publication met ainsi un terme aux différences de pratique entre Rio de Janeiro et São Paulo,,, sous la forme d’un livre portant le titre de « Règles brésiliennes du futebol de salão ». Outre ce travail d'unification, elles prennent en compte les évolutions techniques dans le domaine des sports et notamment la fabrication industrielle des ballons de futsal (normalisation de la taille, du poids et des hauteurs de rebond). Elles précisent de nouvelles dispositions, comme la limitation à cinq joueurs de champ, sans modifier toutefois les principes fondamentaux établis dans la première version écrite de Juan Carlos Ceriani Gravier de septembre 1933. À partir de 1956, ce sont les « Règles brésiliennes du futebol de salão », qui sont diffusées dans tous les États brésiliens et adoptées postérieurement par les autres pays sud-américains (puis par la FIFUSA en 1971),.
L’Europe s’avère plus réticente à adopter le futsal. Une sorte de mini-football « indoor » se démocratise en Union soviétique dans les années 1950.
Le 5 février 1957, la première organisation nationale voit le jour avec la création du Conselho Técnico de Assessores de Futebol de Salão (Conseil technique des conseillers de football de salon) au sein de la Confederação Brasileira de Desportos (Confédération brésilienne des sports),.

## Organisation mondiale (années 1960-1970)

### Premières compétitions internationales
Le 8 septembre 1965, la Federación Uruguaya de Fútbol de Salón (Fédération uruguayenne de football de salon) est créée à l'initiative des clubs Sporting et Banco República.
Le futsal se répand rapidement sur les terrains d'Amérique du Sud et le premier tournoi international est organisé en 1965. Le Paraguay remporte le premier titre continental à la surprise général. Le Brésil se rattrape en remportant consécutivement les six Championnats suivants, de 1965 à 1979.
En 1967, le premier congrès des Fédérations nationales de Futebol de Salâo d’Amérique du Sud a lieu. À la fin des années 1960, les tournées du CA Peñarol en Europe permettent la diffusion du nouveau sport notamment en Belgique, Espagne et Tchécoslovaquie. Le 13 janvier 1968, la Belgische Zaal en Miniatuur Voetbal Bond (BZMVB, Association belge de football miniature en salle) est créée en Belgique. Le 14 septembre 1969, se réunissent à Asuncion (Paraguay), les représentants du Brésil, du Paraguay, de l'Uruguay et de l'Argentine, pour fonder la « Confédération sud-américaine de football de salon » (CSFS), et y fixent son siège.

### Fondation de la FIFUSA
À São Paulo le 25 juillet 1971, la CSFS et la Confédération brésilienne des sports constituent la Federação Internacional de FUtebol de SAlão (FIFUSA). Son siège est fixé à Rio de Janeiro. La FIFUSA est fondée par sept pays, dont six pays sud-américains – l'Uruguay, le Brésil, l'Argentine, le Paraguay, la Bolivie, le Pérou – et le Portugal, sous le parrainage de la puissante Confédération brésilienne des sports (CBS) et son président, João Havelange. Ce dernier en devient le premier président (1971-1973) jusqu'à son élection à la tête de la FIFA. Dès son élection au sommet de la Fédération international de football, Havelange veut intégrer le futsal sous l'égide de la FIFA.
En Europe, il faut attendre les années 1970 pour voir le futsal atteindre l’Europe occidentale grâce aux immigrants sud-américains venus s’installer au Portugal et en Espagne.

En juin 1979, la première organisation d’État brésilien voit le jour avec la création de la Confédération brésilienne de futebol de salâo (CBFS).

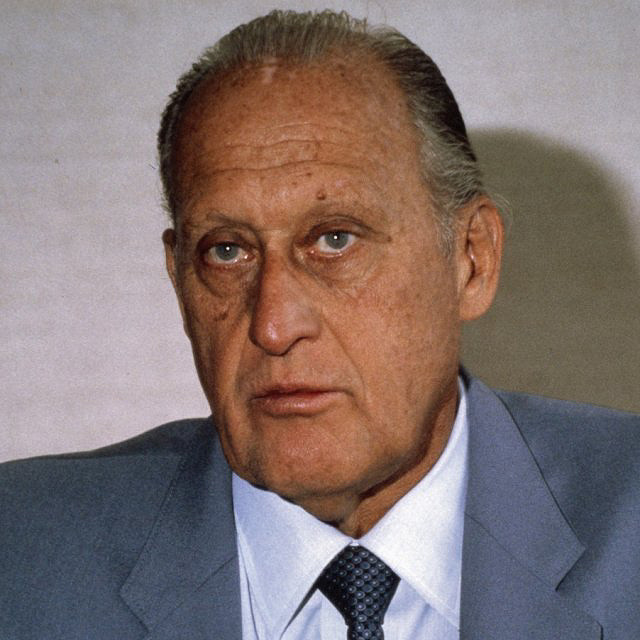
Depuis les années 1980 et son président Havelange, ex-premier homme de la FIFUSA, la FIFA souhaite gérer le futsal mondial.

En 1980, le premier Championnat panaméricain de Futebol de Salào est organisé, remporté par le Brésil. En juillet de la même année, est élu un nouveau président pour la FIFUSA, en la personne du brésilien Januário d'Alesio Neto. Sous son influence, celle-ci organise son premier Championnat du monde en 1982, à São Paulo avec la participation de onze nations,.

## Conflit FIFUSA-FIFA (années 1980)

### Havelange et la FIFA entrent en jeu, création du mot «futsal»
Au début des années 1980, João Havelange, président de la FIFA et ex-président de la FIFUSA, demande en assemblée générale de prendre le contrôle du futsal en Amérique latine, où il est le plus développé avec des millions de pratiquants. En 1983, la FIFA et son président menacent la FIFUSA d'une interdiction d'utiliser le terme « Futebol » pour son Futebol de Salão,. Les membres de la FIFUSA déposent et enregistrent alors le nom « futsal » le 9 juin 1983 à Madrid. Ce terme est établi comme étant le nom universel désignant la modalité sportive. Le terme « futsal » est la contraction en mot-valise de l'espagnol : fútbol de salón et du portugais : futebol de salão, littéralement « football de salon ». Ces deux appellations traditionnelles marquent l'origine d'un sport issu du continent sud-américain, hispanophone et lusophone.
Les représentants des associations nationales membres de la FIFUSA décident d'inscrire le terme « futsal » dans les statuts de la Fédération au Congrès de Madrid en marge du second Championnat du monde 1985. À deux semaines de l'organisation de ce deuxième Mondial de futsal, Madrid retire les subventions promises et met en danger l'existence même de la FIFUSA. Une entente à propos de l'attribution des JO 1992 entre Havelange et Juan Antonio Samaranch, président du CIO, expliquerait ce revirement,.

### Échec du sport FIFA, mise sous tutelle du futsal
Alors que la FIFUSA organise son deuxième Mondial, la FIFA ne parvient pas à internationaliser son jeu de football sur terrain réduit, qu'elle nomme alors « soccer five », « football à cinq » ou « football en salle ». Elle ordonne à ses associations nationales de placer sous leur tutelle toutes les organisations de futsal. Elle met aussi en place une sous-commission pilotée par Pablo Porta Bussoms et chargée d'étudier une nouvelle codification du football sur terrain réduit. Les fédérations de futsal basées en Europe fondent leur confédération, l’Union Européenne de Futsal (UEFS).
Entre 1988 et 1989, la FIFA lance son propre « football en salle », sans réelle réussite. Une Commission de la FIFA propose alors la dissolution de la FIFUSA et le transfert de la gouvernance du futsal sous l'autorité de la FIFA. Elle propose aux dirigeants et aux clubs de la Fédération de futsal de fusionner le « Football en salle » (de la FIFA) avec le futsal (de la FIFUSA)[réf. nécessaire]. Le but est de créer un hybride, le « futsal FIFA », et d'intégrer une sous-commission dépendante placée sous l'autorité du Comité exécutif de la FIFA. Sous les recommandations de la FIFA, les fédérations de futsal du Brésil, des États-Unis et du Canada rejoignent la fédération de football.
En janvier 1989, la FIFA organise sa première Coupe du monde. Elle y invite la sélection brésilienne qui vient de perdre sa couronne face au Paraguay dans le troisième Mondial FIFUSA. L'idée de fusionner les deux sports est rejetée en novembre 1989 par la FIFUSA lors d'un vote,.

## Deux sports semblables en parallèle (depuis 1990)
À partir de 1990, il existe donc deux formes de futsal distinctes, avec des règles du jeu légèrement différentes et gouvernées par deux organisations internationales dont les objectifs et les modalités de fonctionnement sont différentes et éloignées. Cette même année, les membres sud-américains et nord américains de la FIFUSA fondent la Confédération panaméricaine de futsal (« PanaFutsal »).
En décembre 2002, les membres de la PanaFutsal, qui constituent la totalité des dernières associations membres de la FIFUSA, décident de conserver l'indépendance et l'autonomie indispensable à la défense du modèle sportif original et l'identité culturelle et sociale du futsal, en créant l'Association mondiale de futsal (AMF). Par héritage des droits historiques acquis par la FIFUSA depuis 1971, l'AMF poursuit le palmarès sportif et le modèle traditionnel du futsal authentique. Le siège de l’AMF est fixé à Asunción, au Paraguay, le premier président est le Dr Rolando Alarcon Rios. La FIFUSA est supprimée. Les fédérations affiliées à la FIFA pratiquent le « futsal FIFA », un sport accusé de plagiat au futsal.
Si les Espagnols contestent la domination mondiale brésilienne, ils ne sont pas les seuls en Europe à avoir adopté le futsal. En Russie, en Angleterre, en Italie et en Ukraine, le jeu connaît un franc succès. Avec l'apparition de championnats professionnels au Brésil, en Russie, au Portugal, en Espagne, en Iran et au Japon, l'idée selon laquelle le futsal ne serait qu'un bon exercice pour développer la créativité des jeunes joueurs a fait son temps. En 2004, le jeu à cinq connaît un succès de plus en plus important, partout dans le monde.
En 2018, le futsal est inscrit pour la première fois été au programme olympique des Jeux olympiques de la Jeunesse de 2018, où il remplace le football à onze.

## Futsal féminin
En avril 1983, la FIFUSA autorise la pratique du Futebol de Salào pour les femmes.
Les Jeux olympiques de la Jeunesse de 2018 sont le premier tournoi féminin de futsal de la FIFA.